# Serra de Riuclar
La Serra de Riuclar és una serra a cavall dels municipis de Massanes, Riudarenes i Sant Feliu de Buixalleu (Selva), amb una elevació màxima de 380,9 metres.